# 보스-아인슈타인 응축
보스-아인슈타인 응축(영어: Bose-Einstein condensate)은 보손 입자들이 절대 영도에 가까운 온도로 냉각되었을 때 나타나는 물질의 상이다.

## 역사
이러한 상태는 인도 다카 출신의 물리학자 사티엔드라 나트 보스가 1925년 예견하였다. 그는 논문을 《왕립 학회 철학 저널》(영어: Philosophical Magazine of the Royal Society 필로소피컬 매거진 오브 더 로열 소사이어티[*])에 제출했으나 출판을 거절당했다. 보스는 원고를 알베르트 아인슈타인에게 보냈고, 그는 그 진가를 알아보아서 그것을 직접 독일어로 번역하여 《물리학 저널》(독일어: Zeitschrift für Physik 차이트슈리프트 퓌어 퓌지크[*])에 게재될 수 있도록 주선해 주었다.
1995년 콜로라도주 볼더에 있는 국립표준연구소에서 에릭 코넬과 칼 와이먼이 루비듐원자로 이루어진 기체를 170 나노켈빈(nK)까지 냉각시켜 보스-아인슈타인 응축물을 형성하는데 성공했다. 코넬과 와이먼은 이 발견을 한 공로로 2001년에 노벨물리학상을 공동 수상하였다.

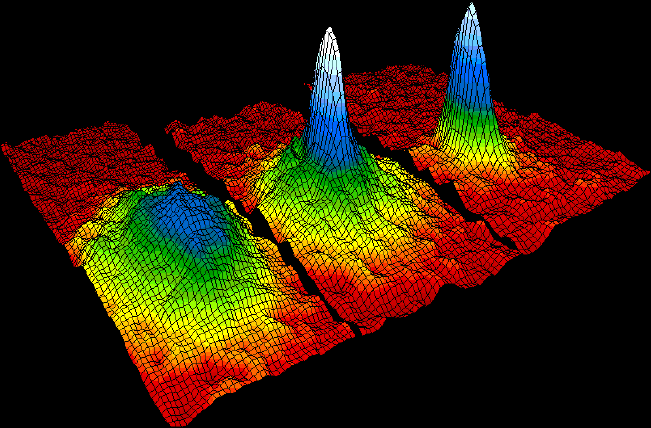
새로운 물질의 상인 보스-아인슈타인 응축의 발견을 보여주는 루비듐 원자 기체의 속도 분포 데이터. 색깔은 각 속도에 분포하는 원자 개수를 보여준다. 빨강이 가장 적고 흰색이 가장 많다. 흰색과 하늘색으로 나타난 부분이 가장 낮은 속도를 갖고 있다. 좌측: 보스-아인슈타인 응축 직전의 상태. 가운데: 응축 직후의 상태. 오른쪽: 증발이 진행된 후 순수한 응축물만 남은 상태. 봉우리는 불확정성 원리 때문에 특정 공간에 갇힌 원자들의 속도를 측정할 수 없어 무한히 좁아지지는 않는다.

## 이론
1920년대에 사티엔드라 나트 보스의 통계역학적 연구를 알베르트 아인슈타인이 일반화하여 이 현상을 예측하였다. 보스와 아인슈타인이 연구한 보스 기체의 개념은 보존 입자의 통계적 분포를 기술하고 있다. 광자나 헬륨4와 같은 보존 입자는 서로의 양자 상태를 공유할 수 있다. 아인슈타인은 보존 입자를 매우 낮은 온도로 냉각시키면 전이 가능한 가장 낮은 양자 상태로 떨어져 새로운 물질의 상이 만들어질 것이라고 예측했다.
임계 온도(내부 자유도가 없고, 포텐셜이 없거나 균일한 원자들로 이루어진 삼차원 기체 상태에서)는 다음 식으로 나타낼 수 있다.
{\displaystyle T_{c}=\left({\frac {n}{\zeta (3/2)}}\right)^{2/3}{\frac {h^{2}}{2\pi mk_{B}}}}

| {\displaystyle T_{c}}  |  | : 임계 온도                                             |
| {\displaystyle n}      |  | : 부피 당 입자수 (N/V)                                  |
| {\displaystyle m}      |  | : 보존 입자 한개의 질량                                 |
| {\displaystyle h}      |  | : 플랑크 상수                                           |
| {\displaystyle k_{B}}  |  | : 볼츠만 상수                                           |
| {\displaystyle \zeta } |  | : 리만 제타 함수; {\displaystyle \zeta (3/2)} ≈ 2.6124. |

## 발견
1938년에 표트르 레오니도비치 카피차, 존 앨런, 돈 마이스너는 헬륨4가 2.17K(람다 점) 이하의 온도에서 초유체라는 새로운 형태의 유체를 형성한다는 것을 발견했다. 헬륨의 초유체는 점성이 0이어서 에너지 손실 없이 흐를 수 있고, 양자화된 소용돌이를 갖는 등 많은 특성을 갖고 있다. 초유체가 헬륨4 원자의 보스-아인슈타인 응축이라는 것이 금방 밝혀졌다. 실제로 코넬과 와이먼, 케털리에 의해 만들어진 기체의 보스-아인슈타인 응축은 초유체와 많은 특징을 공유한다. 그러나 헬륨4의 초유체는 기체가 아닌 액체이기 때문에 원자 간 결합력이 비교적 높아 일반적으로 보스-아인슈타인 응축으로 분류되지는 않는다. 초유체를 설명하기 위해서는 보스-아인슈타인 모델이 많은 부분에서 변경되어야 한다.
최초의 진정한 보스-아인슈타인 응축은 1995년 6월 5일 항공물리 공동연구소(JILA)에서 코넬, 와이먼과 동료 연구자들에 의해 만들어졌다. 그들은 2000개 가량의 루비듐87 원자가 포함된 기체를 레이저 냉각(1997년 노벨 물리학상을 받은 기술)과 자기 증발 냉각 기술을 이용해 170nK까지 냉각시켜 성공하였다. 넉달 후 매사추세츠 공과대학교의 볼프강 케털리가 독립적으로 진행한 연구에서 나트륨23 원자를 냉각시켜 성공하였다. 케텔레의 연구는 100배 더 많은 원자를 이용하여 두 개의 다른 응축 사이에 양자 간섭이 일어나는 것을 관찰하는 등 중요한 성과를 얻었다. 코넬, 와이먼, 케털리는 이 성과로 2001년 노벨 물리학상을 수상하였다.

## 보스노바
코넬, 와이먼과 동료들은 루비듐 동위원소인 루비듐87을 이용해 보스-아인슈타인 응축을 만들었다. 이 실험을 위해 물리학자들은 일반적으로 서로 반발하는 원소를 이용하여 기체를 더 안정하게 만든다.
2000년에 항공물리 공동연구소(JILA) 연구팀은 서로 끌어당기는 또다른 루비듐 동위원소인 루비듐85를 이용하였다. 그들은 자기장의 세기를 증가시켜 루비듐 원자들이 분자를 형성하는 것을 막고 안정된 응축물을 만들어내었다. 응축물 내의 원자 사이에는 양자 간섭에 의해 척력과 인력 사이를 오가면서 생기는 파동이 일어난다.
연구자들이 여기서 자기장의 세기를 더 늘리자 원자간 힘의 상태가 인력으로 바뀌면서 안쪽으로 내파하였다. 응축물이 측정 불가능한 크기로 줄어들었다가 다시 폭발하면서 10000개의 원자 가운데 3분의 2 가량이 날아갔다. 실험에 사용된 원자들 가운데 절반 가량은 사라져서 나머지 응축물이나 주변으로 날아간 기체 가운데 어디서도 발견할 수 없었다. 이러한 예측할 수 없었던 효과에 대해 와이먼은 다음과 같이 언급했다. "보스-아인슈타인 응축 내부에서의 원자의 일반적인 행동은 잘 알려져 있고, 그 효과를 이론적으로 정확히 계산할 수 있다고 생각했습니다... 이 폭발은 굉장히 새로운 효과이고 예측한 것과는 전혀 다른 현상입니다." 그들은 우주에서 가장 차가운 원자에도 폭발을 일으킬 수 있는 에너지가 있다는 것을 예측하지 못했다.
초신성(수퍼노바)의 폭발이 내부로의 내파라는 점과 닮아 있으므로, 보스-아인슈타인 응집의 내파 현상은 보스노바라고 불린다.

## 최근의 연구
다른 물질 상에 비해 보스-아인슈타인 응축은 대단히 외부 간섭에 취약하다. 외부 세계와의 아주 작은 간섭만으로도 응축 임계온도를 넘어 보통의 기체로 돌아갈 가능성이 있다.

## 참고 문헌
1. ↑  “Bose-Einstein Condensation”. 《World of Physics on Bose-Einstein Condensation》. BookRags. 2005년 1월 5일. 2008년 1월 26일에 확인함.

- Pethick, C. J.; H. Smith (2002). 《Bose–Einstein condensation in dilute gases》 (영어). Cambridge: Cambridge University Press. ISBN 0-521-66580-9. .
- Pitaevskii, L. P.; S. Stringari (2003). 《Bose–Einstein condensation》 (영어). Oxford: Clarendon Press. ISBN 0-19-850719-4.

## 같이 보기
- 초유체
- 보스 기체
- 초전도 현상